# بارنهوف
بارنهوف (به آلمانی: Bahrenhof) یک شهر در آلمان است که در زگه‌برگ واقع شده‌است. بارنهوف ۲۲۳ نفر جمعیت دارد.